# 朱阁镇
朱阁镇，朱阁鎮是中国河南省禹州市下辖的一个鎮。

## 历史沿革
1956年建朱阁中心乡，1969年改朱阁公社，1984年改乡。2011年撤乡改镇

## 行政区划
朱阁镇下辖以下地区：
朱阁村、姚堂村、北张桥村、北张楼村、大庙村、石羊村、邵楼村、石河村、西胡楼村、北郝庄村、吓水河村、詹庄村、祁庄村、下宋村、马厂村、燕庄村、西河庄村、边楼村、小冀庄村、沙陀村、大墙村、马坟村、郑湾村、田庄村、刘冲村、大陈村、席庄村、蔡寺村和耿楼村。